# Dendrocolaptes picumnus
El trepatroncos variable (Dendrocolaptes picumnus) es una especie de ave paseriforme de la familia Furnariidae, subfamilia Dendrocolaptinae, perteneciente al género Dendrocolaptes. Es nativa de la América tropical (Neotrópico), desde el sur de México, por América Central y del Sur, hasta el noroeste de Argentina y sur de Paraguay.

## Nombres comunes
Se le denomina también trepador colorado (en Argentina y Paraguay), trepador grande rojizo (en Bolivia y Argentina), trepatroncos rayado (en Colombia), trepador vientre barreteado (en Costa Rica y Honduras), trepatroncos negribandeado (en Ecuador), trepatroncos ventribarrado (en Panamá), trepatroncos vientre barrado (en México), trepador de vientre bandeado (en Perú) o trepador tanguero (en Venezuela)

## Distribución y hábitat
Las diversas subespecies se distribuyen a veces de forma disjunta desde el sur de México, por Guatemala, Honduras, Nicaragua, Costa Rica, Panamá, Colombia, hacia el este por Venezuela, Guyana, Surinam, Guayana francesa y Amazonia brasileña, hacia el sur por Ecuador, Perú, oeste de Brasil, Bolivia, suroeste de Brasil, Paraguay, hasta el noroeste argentino.
Entre las regiones características de Sudamérica se encuentra en el escudo guayanés, la mayor parte de la cuenca amazónica, las zonas secas de la parte oeste del Pantanal y el chaco.
Esta especie es considerada poco común y a veces local en su hábitat natural: el sotobosque de selvas húmedas de tierras bajas y montanas, tanto de terra firme com de várzea hasta una altitud máxima de 2000 metros.

## Descripción
Es un trepatroncos grande, mide entre 24 a 30,5 cm de longitud. Su pico, recto, es de tonalidades negruzcas. Su plumaje es marrón, más oscuro por encima, y rayado de tonalidades beige; pecho prominente beige con rayas y vientre listado de tonos ante y negruzco. Las variedades montanas de Colombia y Venezuela tienen un listado en el vientre menos pronunciado. Las de Bolivia y Mato Grosso, en Brasil, son las más diferentes, con tonos más pálidos en el pico y un plumaje más pálido y apagado con listado menor o incluso inexistente.

## Alimentación
Como buen trepador, se alimenta de insectos (larvas, ninfas y adultos) que saca de sus escondrijos, con su desarrollado pico.

## Sistemática

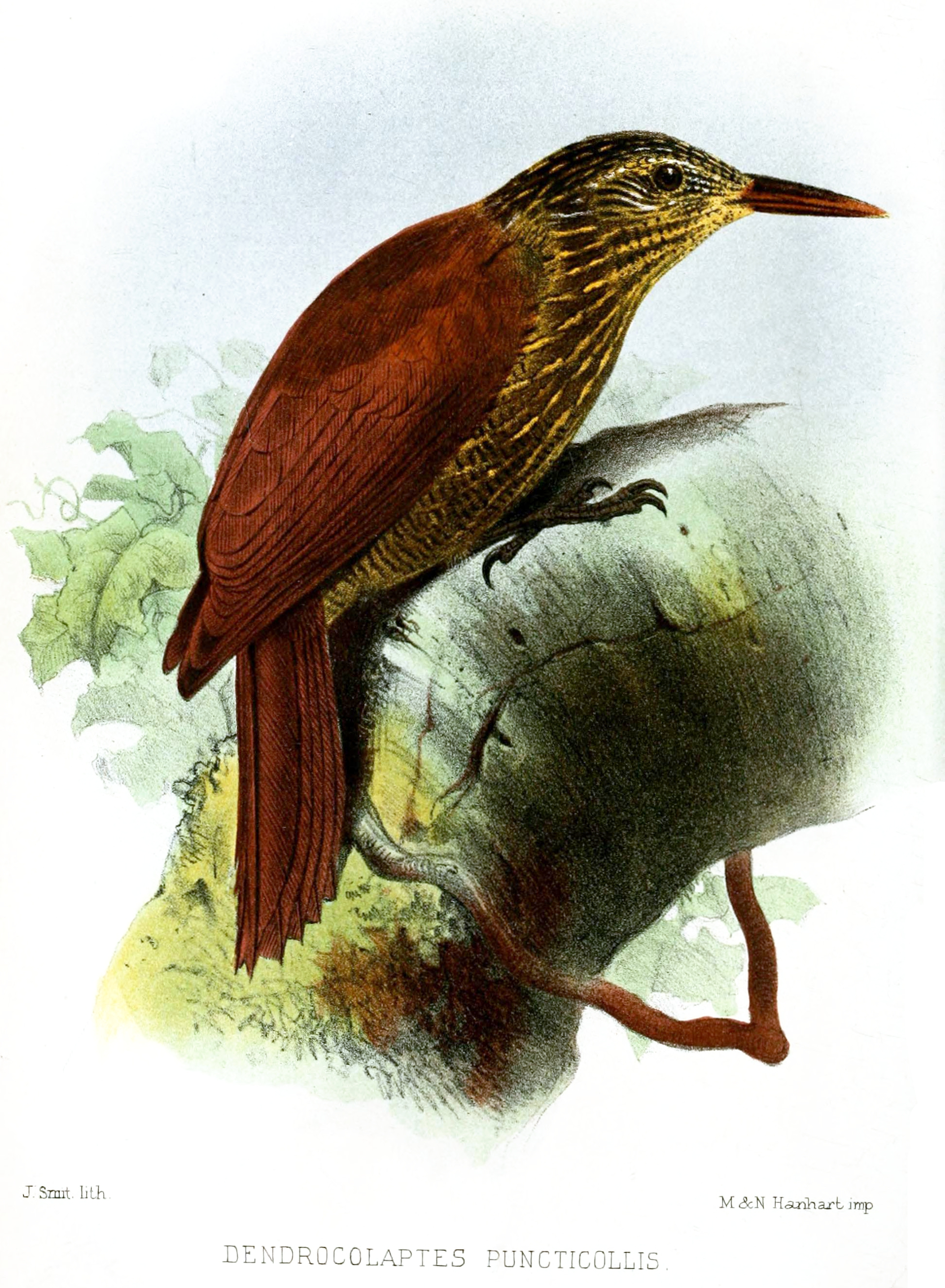
Dendrocolaptes picumnus puncticollis, ilustración de Smit en Proceedings of the Zoological Society of London, 1868.

### Descripción original
La especie D. picumnus fue descrita por primera vez por el naturalista alemán Martin Lichtenstein en 1820 bajo el mismo nombre científico; su localidad tipo es: «Cayena».

### Etimología
El nombre genérico masculino «Dendrocolaptes» deriva del griego «δενδροκολαπτης dendrokolaptēs»: pájaro que pica los árboles, que se compone de las palabras «δενδρον dendron»: árbol y «κολαπτω kolaptō»: picar;  y el nombre de la especie «picumnus», proviene del latín moderno y significa «pequeño pájaro carpintero».

### Taxonomía
Es pariente próxima a Dendrocolaptes hoffmannsi (algunas veces fue tratada como conespecífica) y a D. platyrostris, siendo similar a ambas en las características vocales y comportamentales; un estudio genético encontró que las tres forman un grupo monofilético, con poca diferencia genética entre ellas, son necesarios más estudios para justificar el rango de especies de estos taxones.
Aparentemente ha hibridado intergenéricamente con Hylexetastes stresemanni en el oeste de Brasil, uno de los pocos casos de hibridación entre subóscinos. Las subespecies forman tres grupos, que ocurren en regiones biogeográficas distintas y difieren en la morfología pero no en la vocalización: el «grupo picumnus» (dentro del cual el muy diferente transfasciatus algunas veces fue tratado como especie separada) es primariamente amazónico, pero aparentemente con reciente invasión en los Andes norteños y en las monatañas del sur de Centroamérica (multistrigatus y costaricensis); el montano  «grupo puncticollis» ocurre en los bordes de la zona de distribución; y el «grupo pallescens», de la región chaqueña, tratado por algunos como siendo una especie separada. La subespecie propuesta veraguensis (oeste de Panamá) no se distingue de costaricensis; la subespecie propuesta casaresi (noroeste de Argentina) puede ser sinónimo de pallescens; la subespecie propuesta extimus, conocida apenas en la localidad tipo (Alto Paraná, en el sureste de Paraguay), debe ser inseparable de pallescens.

### Subespecies
Según las clasificaciones del Congreso Ornitológico Internacional (IOC) y Clements Checklist/eBird v.2019 se reconocen diez subespecies, divididas en tres grupos, con su correspondiente distribución geográfica:
- Grupo politípico puncticollis:
  - Dendrocolaptes picumnus puncticollis P.L. Sclater & Salvin, 1868 – tierras altas del sur de México (Chiapas), centro de Guatemala, Honduras y centro norte de Nicaragua.
  - Dendrocolaptes picumnus seilerni Hartert & Goodson, 1917 – piedemontes y tierras altas del note de Colombia (región de Santa Marta) y cordillera de la Costa del norte de Venezuela (Falcón hacia el este hasta Sucre y norte de Monagas).
  - Dendrocolaptes picumnus olivaceus J.T. Zimmer, 1934 – contrafuertes orientales de los Andes del centro de Bolivia (La Paz, Cochabamba, Santa Cruz).

- Grupo politípico picummnus:
  - Dendrocolaptes picumnus costaricensis Ridgway, 1909 – tierras altas del centro y sureste de Costa Rica y pendiente del Pacífico de Panamá.
  - Dendrocolaptes picumnus multistrigatus Eyton, 1851 – Serranía del Perijá y Andes de Colombia (al sur hasta Cauca) y noroeste y oeste de Venezuela (Zulia, norte de Barinas al sur hasta Táchira).
  - Dendrocolaptes picumnus validus Tschudi, 1844 – tierras bajas y colinas del oeste de la Amazonia, tanto al sur como al norte del río Amazonas, en el sureste de Colombia, este de Ecuador, este de Perú, norte de Bolivia y oeste de Brasil (hacia el este hasta el río Negro y río Madeira, al sur hasta Mato Grosso).
  - Dendrocolaptes picumnus picumnus Lichtenstein, 1820 – tierras bajas del norte de la Amazonia en el sur y este de Venezuela, las Guayanas y  norte de Brasil (del río Negro hasta Amapá).
  - Dendrocolaptes picumnus transfasciatus Todd, 1925 – Amazonia brasileña al sur del bajo río Amazonas, desde el río Tapajós al este hasta el río Xingu y al sur hasta el norte de Mato Grosso.

- Grupo politípico pallescens:	 
  - Dendrocolaptes picumnus pallescens Pelzeln, 1868 – región chaqueña del este de Bolivia (Santa Cruz hasta Tarija), suroeste de Brasil (oeste de Mato Grosso, oeste de Mato Grosso do Sul) y oeste de Paraguay.
  - Dendrocolaptes picumnus casaresi Steullet & Deautier, 1950 – piedemontes andinos orientales en el noroeste de Argentina (Jujuy, Salta, Tucumán).

### Galería

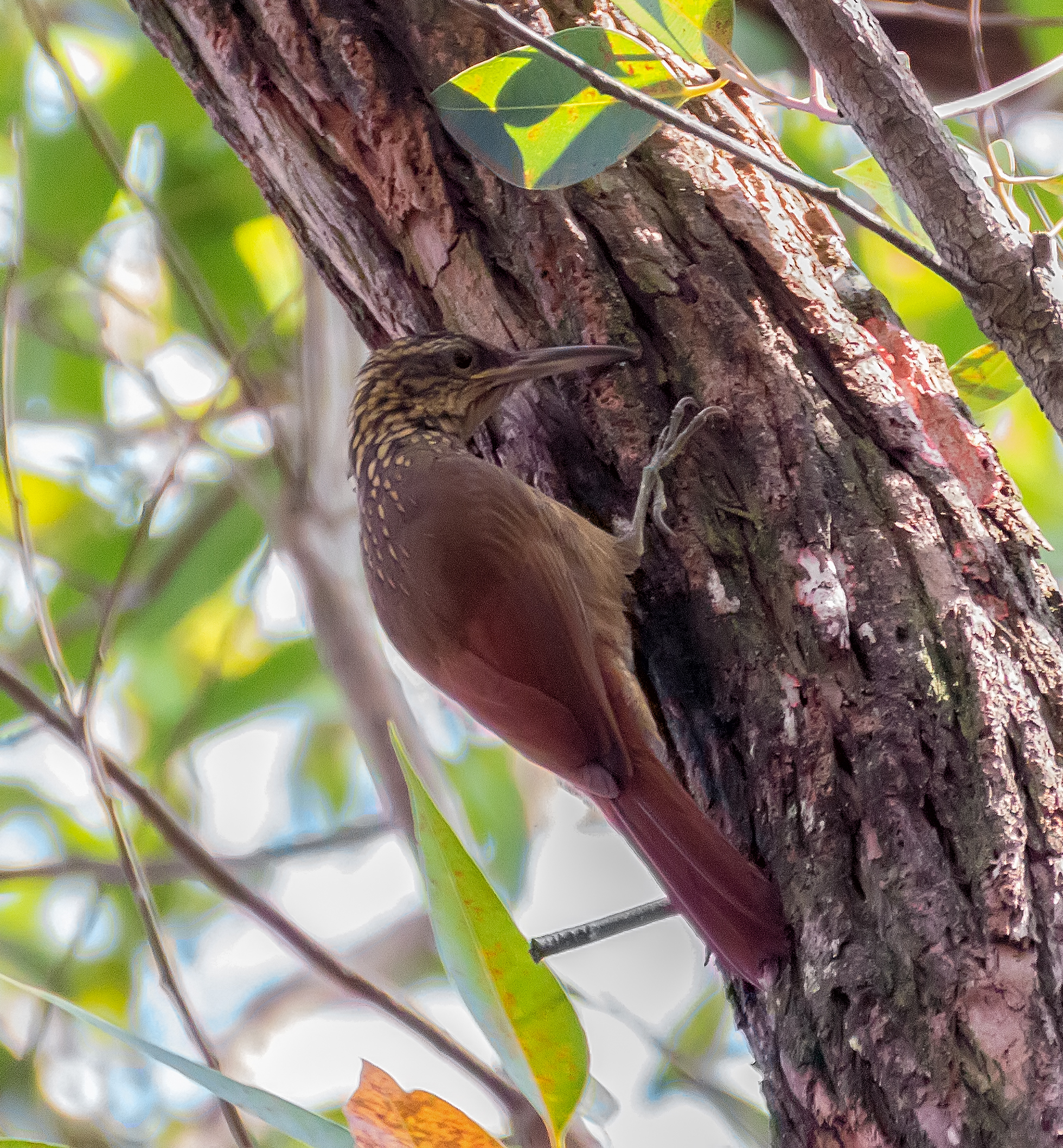
Dendrocolaptes picumnus seilerni, Distrito Federal, Venezuela.
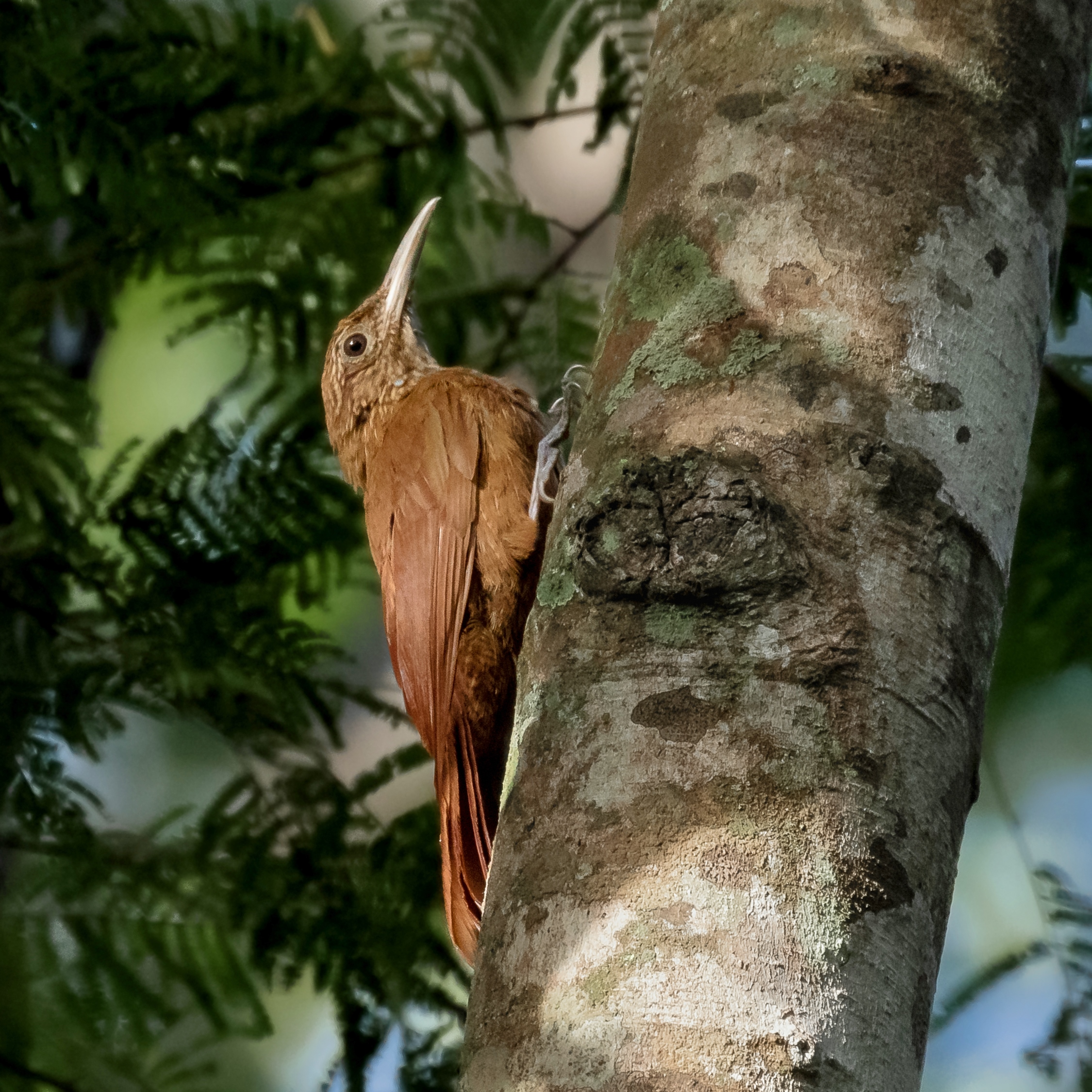
Dendrocolaptes picumnus pallescens, Ladário, Mato Grosso do Sul, Brasil.
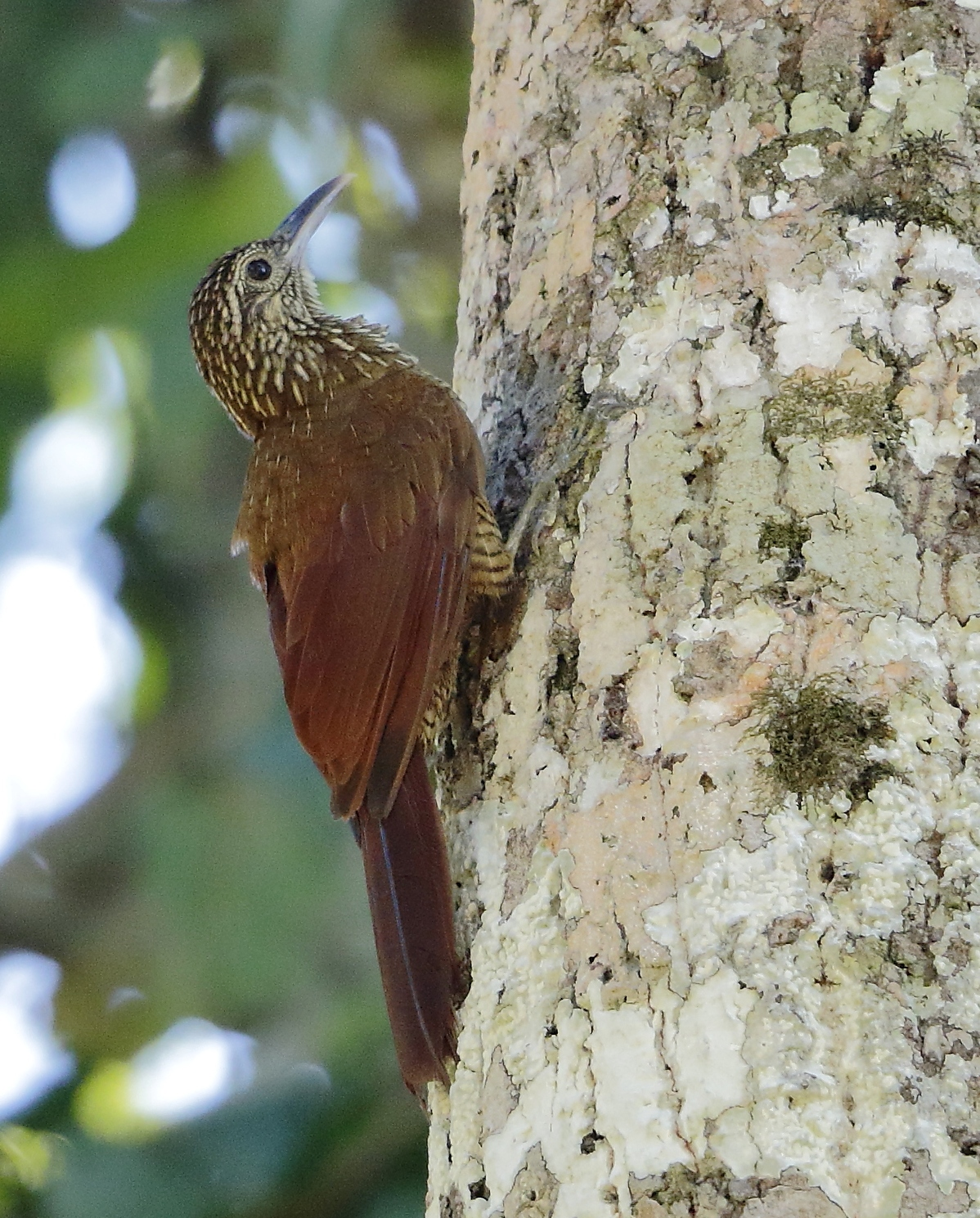
Dendrocolaptes picumnus validus, Río Branco, Acre, Brasil.